# Antoine-Philippe Bérubé
Pour les articles homonymes, voir Bérubé.
Antoine-Philippe Bérubé (29 février 1856 - 17 avril 1913) est un homme d'Église catholique québécois.

## Biographie
Antoine-Philippe Bérubé est né le 29 février 1856 à Saint-Modeste dans le Bas-Saint-Laurent,. Il fut ordonné le 14 octobre 1882. Au début de son sacerdoce, il fut vicaire à Rimouski, professeur de philosophie au Séminaire de Rimouski. Il fut par la suite curé successivement des paroisses de Cascapédia, Saint-Hubert, de Saint-Louis-du-Ha! Ha! et de Saint-Damase. Il devint curé de cette dernière paroisse en 1901, mais n'y demeura que deux mois avant de donner sa démission pour partir en voyage d'abord en Europe et, par la suite, en Saskatchewan où il fonda la paroisse de Vonda. Il meurt à Vonda d'un infarctus du myocarde le 17 avril 1913 à l'âge de 57 ans et fut inhumé dans sa paroisse natale au cimetière de Saint-Modeste au Témiscouata,.

## Annexe